# Eupithecia peterseni
Eupithecia peterseni là một loài bướm đêm trong họ Geometridae.